# Ernst Friedrich Gilg
Ernst Friedrich Gilg (* 12. Januar 1867 in Obereggenen bei Schliengen, Baden; † 11. Oktober 1933 in Berlin) war ein deutscher Botaniker. Sein offizielles botanisches Autorenkürzel lautet „Gilg“. Seine Frau Charlotte Gilg-Benedict (1872–1936) war ebenfalls Botanikerin.

## Leben und Wirken
Gilg war Kustos am Botanischen Museum Berlin. Zusammen mit Adolf Engler war er Herausgeber der 9. und 10. Auflage von Syllabus der Pflanzenfamilien (1921). Für das Werk Das Pflanzenreich von Engler schrieb er zusammen mit J. Perkins das Kapitel „Monimiaceae“. Für das Werk Die natürlichen Pflanzenfamilien von Engler und Carl Prantl bearbeitete er zahlreiche Pflanzenfamilien.
Ernst Friedrich Gilg starb 1933 im Alter von 66 Jahren in Berlin und wurde auf dem Waldfriedhof Dahlem beigesetzt. Das Grab ist nicht erhalten.

## Ehrungen
Ihm zu Ehren wurden die Gattungen Gilgiochloa Pilg. aus der Pflanzenfamilie der Süßgräser (Poaceae), Gilgia Pax aus der Familie der Hundsgiftgewächse (Apocynaceae) und Gilgiodaphne Domke aus der Familie der Seidelbastgewächse (Thymelaeaceae) benannt.

## Werke (Auswahl)
- Das Pflanzenreich. (= Hausschatz des Wissens Abteilung 5, Band 7) J. Neumann, Neudamm 1896 (Digitalisat) – mit Karl Moritz Schumann.
- Lehrbuch der Pharmakognosie. Springer, Berlin 1905 (Digitalisat).
- Pharmazeutische Warenkunde. 4. Auflage 1911.
- Grundzüge der Botanik für Pharmazeuten. 6. Auflage 1921.
- Lehrbuch der Pharmakognosie. 3. Auflage 1922.
  - 1. Auflage, Springer, Berlin 1905.
  - 2. Auflage, Springer, Berlin 1910 Digitalisierte Ausgabe der Universitäts- und Landesbibliothek Düsseldorf
- Aus dem Reiche der Drogen. Geschichtliche, kulturgeschichtliche und botanische Betrachtungen über wichtigere Drogen. Dresden 1926 – mit Paul Norbert Schürhoff.